# Галерија јавна установа културно-образовни центар Нови Град
Галерија јавна установа културно-образовни центар Нови Град је основана 1996. године на Скупштини општине Нови Град спајањем Завичајног музеја, Народне библиотеке, Дома културе и Радничког универзитета. 

## Историјат
Завичајни музеј у Новом Граду основан је 1985. године и регистрован као музеј у оснивању. Имао је археолошку, етнографску, историјску (за период НОБ-е), природњачку и културно-историјску збирку. Ратне 1992. године зграда Музеја је тешко оштећена, те је археолошка и етнографска збирка смјештена у просторије Галерије. Августа и септембра 1995. године зграда Музеја (стара зграда Вијећнице) претрпјела је огромна оштећења (срушени су поједини зидови, затрпане двије просторије, од детонација су изваљена врата и прозори итд.). Зграда је и данас у решевном стању и чека се њена реконструкција.
Године 1996. Скупштина општине Нови Град доноси одлуку да уједини Завичајни музеј, Народну библиотеку, Дом културе и Раднички универзитет у ЈУ Културно-образовни центар Нови Град. Од 1997. године у просторије галерије смјештена је градска библиотека (због санације њихових просторија), коју напуштају 2004. године, те од тада галерија има изложбени континуитет у склопу ЈУКОЦ Нови Град.
Због изузетно тешких услова рада (неодговарајућег гријања и др.) потребно је санирати Галерију, а да би Музеј могао да испуњава своју музеолошку функцију нужно је хитно санирати матичну зграду старе Вијећнице.
На основу Скупштине општине Нови Град 2007. године формирано је Културно-умјетничко друштво Уна, које дјелује под окриљем ЈУ КОЦ Нови Град. ЈУ КОЦ има 12 запослених радника.

## Поставке
У Галерији је стална поставка легата Стојана Ћелића (41 слика, графика, цртеж).
Галерија посједује збирку Ликовне колоније Ракани (373 слике, графике, цртежи, фотографије), те посебно збирку истакнутог етнолога Милана Карановића (169 музејских предмета).
Значајне су годишње изложбе, као што су Ликовна колонија Ракани, те изложбе појединих умјетника нпр. Б. Карановића, С. Видовића, М. Додига, С. Ступара, М. Дрљаче и других.
Од издавачке дјелатности значајан је каталог легата Стојана Ћелића, те годишњи каталози ЛК Ракани.